# احمد افخمی
احمد افخمی سیاست‌مدار ایرانی بود، که در دوره هجدهم مجلس شورای ملی و دوره نوزدهم مجلس شورای ملی بعنوان نماینده زنجان و دوره بیستم و  دوره بیست و یکم  بعنوان نماینده ابهر در مجلس شورای ملی حضور داشت.